# Ensayo
Ne doit pas être confondu avec Ensayos.
Ensayo est un label discographique indépendant espagnol, anciennement basé à Barcelone, actif entre 168 et 2013. Spécialisé dans la musique classique, il exploite les répertoires de musique de chambre et symphonique jusqu'à s'élargir à la zarzuela et au jazz.

## Histoire
Le label est fondé en 1968 par Antonio Armet, et enregistre son premier disque la même année avec de la musique de chambre russe. Il enregistre ensuite de façon privilégié le répertoire espagnol d'Albéniz, Granados, Manuel de Falla, Joaquín Turina et les compositeurs de la génération suivante : Mompou, Xavier Montsalvatge, Rodolfo Halffter et Josep Soler ; ou bien les classiques Luigi Boccherini, Antonio Soler, Carlos Baguer, Juan Crisóstomo de Arriaga. Le grand répertoire d'Europe centrale (Mozart, Beethoven...) et d'Italie (Vivaldi, Pergolèse) est aussi abordé.
Si beaucoup d'artistes sont espagnols (José Carreras, Teresa Berganza, Esteban Sánchez, Ramón Coll, Genoveva Gálvez), d'autres proviennent d'Amérique latine (Jorge Bolet), de France (Quatuor Parrenin, Laurence Allix) et d'Italie (Carlo Bergonzi). Le jazz (avec Ben Webster, Lucky Thompson, Tete Montoliu et le serbe Dusko Goykovich) ainsi que la zarzuela (avec José Carreras, Teresa Berganza et l'English Chamber Orchestra), représente les autres genres musicaux enregistrés.
Le dernier enregistrement de la maison de disque est réalisé en 2003. Depuis le fonds de catalogue paru en disque vinyle est republié sous licence, notamment par le label Brilliant Classics — par exemple les œuvres pour piano d'Isaac Albéniz par Esteban Sánchez ou en coffret, le célèbre Mompou par Mompou,.

## Artistes et ensembles
- Enrique García Asensio
- Carlo Bergonzi
- Jorge Bolet
- Genoveva Gálvez
- Thomas Hemsley
- Esteban Sánchez
- Federico Mompou
- Antoni Ros-Marbà
- Rosa Sabater
- Quinteto Boccherini
- Quatuor Enesco
- Quatuor Parrenin